# Alsdorf
Alsdorf ([ˈalsdɔɐ̯f], Ausspracheⓘ) ist eine mittlere regionsangehörige Stadt und ein Mittelzentrum in der nordrhein-westfälischen Städteregion Aachen. Bis Ende des 20. Jahrhunderts war Alsdorf eine ausgesprochene Bergbaustadt, konnte seine Struktur aber inzwischen auf Dienstleistungsunternehmen ändern und verfügt über eine große Stadthalle, ein Kinozentrum, ein Erlebnismuseum und einen Tierpark.

## Geografie
Alsdorf liegt in der Nähe des Dreiländerecks Deutschland/Belgien/Niederlande im äußersten Westen der Bundesrepublik Deutschland. Alsdorf gehört zum Nordkreis Aachen, welcher Teil der Städteregion Aachen ist. Nachbargemeinden sind im Uhrzeigersinn und im Norden beginnend Baesweiler, Aldenhoven (Kreis Düren), Eschweiler, Würselen und Herzogenrath.

### Gewässer
- Begauer Fließ
- Broicher Bach
- Euchener Bach
- Hoengener Fließ
- Merzbach
- Schaufenberger Fließ
- Siefengraben
- Wardener Bach
- Löffelgraben
- Grenzgraben

### Stadtgliederung
Alsdorf besteht aus folgenden 17 Ortsteilen:
| - Alsdorf-Mitte - Begau - Bettendorf - Blumenrath - Broicher Siedlung | - Busch - Duffesheide - Hoengen - Kellersberg - Mariadorf | - Neuweiler - Ofden - Schaufenberg - Schleibach - Siedlung Ost | - Warden - Zopp |

## Geschichte
Erstmals wurde eine Person in Alsdorf im Jahre 1051 in einer Urkunde unter dem Namen Epponi von „Aldendorf“ erwähnt. Danach wurde er im Kloster Rolduc zu Kerkrade 1104 beschrieben als Eppo van Schleidebach und von Scleydo (Schleiden). Die erste geschichtliche Erwähnung fand der Ortsname Alsdorf im Jahre 1191 in einer kirchlichen Urkunde unter dem Namen „alstorp“. Alsdorf war Teil des Roderland mit einem hohen Maß an Autonomie bis 1778.
Am 22. Juli 2002 war in der Nähe von Alsdorf das Epizentrum eines Erdbebens der Stärke 4,8 auf der Richterskala. Die Auswirkungen des Bebens, welches sich in 17,2 km Tiefe ereignet hat, war bis Münster spürbar.

### Verwaltungsgeschichte
Bis 1789 gehörte Alsdorf zum Herzogtum Limburg der Österreichischen Niederlande. Die heutigen östlichen Stadtteile Hoengen, Schaufenberg und Warden gehörten zum Oberamt Jülich und Ofden zum Jülicher Amt Wilhelmstein. Diese Teilung setzte sich in der Franzosenzeit fort: 1813 gehörte die Mairie Alsdorf zum Kanton Rolduc im Département Meuse-Inférieure (Untere Maas), während die drei Mairien Hoengen, Bardenberg (mit Duffesheide und Reifeld) und Broich (mit Ofden und Hof Kellersberg) zum Kanton Eschweiler und die Mairie Setterich (mit Bettendorf und Schaufenberg) zum Kanton Linnich – beide Département de la Roer (Rur) gehörten.
Aufgrund der Beschlüsse auf dem Wiener Kongress (1815) wurde das Gebiet größtenteils dem Königreich Preußen zugesprochen, das es seiner Rheinprovinz zuordnete. Im Jahr 1816 wurden im Zuge der preußischen Reformen Kreise und Regierungsbezirke gebildet, und das heutige Alsdorfer Gebiet lag zum ersten Mal vollständig in einer Verwaltungseinheit: dem Regierungsbezirk Aachen. Aber die heutigen Stadtteile waren auf verschiedene Bürgermeistereien und Kreise verteilt. Bettendorf und Schaufenberg gehörten zur Bürgermeisterei Setterich, dann zu Siersdorf, dann wieder zu Setterich im Kreis Jülich. Die übrigen gehörten zu verschiedenen Gemeinden im damaligen Landkreis Aachen: Alsdorf, Bardenberg, Broichweiden und Hoengen. Von 1927 bis in die 1950er Jahre gehört Alsdorf zum Arbeitsamtbezirk Eschweiler. 1950 erhält Alsdorf die Stadtrechte.

### Bergbau
In Alsdorf befand sich die Grube Anna I und Anna II des Eschweiler Bergwerks-Vereins. Am 21. Oktober 1930 ereignete sich auf der Grube Anna II das schwere Grubenunglück von Alsdorf mit 271 Toten. Das Alsdorfer Bergmannskreuz in der Eifel erinnert an die Opfer. Die Kohleförderung wurde Ende 1983 eingestellt.
Im Jahr 1911 ging in Alsdorf eine Steinkohlenteerdestillation der Gesellschaft für Teerverwertung in Betrieb, die arbeitstäglich ca. 300 t Steinkohlenteer verarbeitete, was einer monatlichen Menge von ca. 6.000 t und einer Jahresmenge von ca. 72.000 t entsprach. Das Unternehmen fusionierte am 1. Januar 1964 mit den Rütgerswerken zur größten Teerdestillation der Welt.
Vor dem Hintergrund des Contergan-Skandals fanden nach der Prozesseröffnung in Aachen die Verhandlungen von 1968 bis 1970 im Casino „Anna“ des EBV in Alsdorf-Mitte statt.

### Eingemeindungen
Am 1. Januar 1972 wurden auf Grund von § 4 des Aachen-Gesetzes Alsdorf, Bettendorf und Hoengen zur neuen Stadt Alsdorf zusammengeschlossen sowie weitere kleinere Gebietsänderungen vorgenommen. Hoengen schlug im Vorfeld den alternativen Namen „Broichtal“ für die neue Stadt vor. Ferner kam Hoengen vom Bezirk des Amtsgerichtes Eschweiler an jenen vom Amtsgericht Aachen.

## Politik

### Stadtrat
- SPD: 19
- Grüne: 4
- FDP: 1
- CDU: 10
- AfD: 4

| Partei | Sitze | Sitze | Sitze |
| Partei | 2020  | 2014  | 2009  |
| ------ | ----- | ----- | ----- |
| SPD    | 19    | 20    | 16    |
| CDU    | 10    | 9     | 11    |
| GRÜNE  | 4     | 3     | 3     |
| FDP    | 1     | 1     | 2     |
| AfD    | 4     | 1     | −     |
| ABU    | −     | 1     | −     |
| FWA    | −     | 1     | 2     |
| REP    | −     | 1     | 2     |
| LINKE  | −     | 1     | 2     |

### Bürgermeister
Bürgermeister ist Alfred Sonders (SPD). Er wurde 2009 mit 68,35 Prozent der abgegebenen Stimmen gewählt und 2014 mit 72,42 Prozent sowie 2020 mit 64,33 Prozent der Stimmen im Amt bestätigt.
Die früheren Bürgermeister seit dem Jahr 1945 waren: Heinrich Küffen, Nikolaus Jenniches, Anton Schleibach, Peter Küpper, Josef Thelen, Helmut Janus, Friedel Frings, Helmut Brandt, Wolfgang Schwake (der erste hauptamtliche Bürgermeister Alsdorfs), Helmut Klein

### Städtepartnerschaften
Die Stadt Alsdorf pflegt Städtepartnerschaften mit:
- Saint-Brieuc, in der Bretagne (Frankreich), seit 1970
- Brunssum, in der Provinz Limburg (Niederlande), seit 1988
- Hennigsdorf in Brandenburg, seit 1995

Im Stadtbild werden diese Partnerschaften durch die drei Plätze (Brunssumer Platz, Hennigsdorfer Platz und Saint-Brieuc-Platz) repräsentiert.

### Wappen, Flagge und Logo
Die Stadt Alsdorf führt ein Stadtwappen, eine Stadtflagge und ein Dienstsiegel.

#### Wappen
Blasonierung: „In Gold (Gelb) ein blauer Balken belegt mit einem goldenen (gelben) schrägliegenden Seeblatt; oben gekreuzt ein blauer Schlägel und ein blaues Bergeisen und ein steigender blauer Löwe; im Schildfuß der gleiche steigende blaue Löwe.“
Das Wappen geht auf ein Siegel des Goswin von Ailstorp aus dem Jahre 1439 zurück. Es wurde 1936 vom Düsseldorfer Heraldiker Wolfgang Pagenstecher entworfen, welcher Goswin fälschlicherweise für einen Alsdorfer hielt und am 14. August 1936 vom Oberpräsidenten in Koblenz genehmigt. Die Farben sind frei erfunden; die frühere Gemeinde glaubte, es seien die Limburgschen. Das Seerosenblatt erinnert an die ehemalige Wasserburg bei Alsdorf; das international gebräuchliche Symbol Schlägel und Eisen steht für den früheren Bergbau und der Löwe soll der Limburger sein, zu dem die Gegend bis 1866 gehörte.

Wappen
Wappen der ehem. Gemeinde Hoengen
Wappen der ehem. Gemeinde Bettendorf
Flagge mit Wappen
Flagge ohne Wappen
Banner

#### Banner und Flagge
Beschreibung des Banners: „Geteilt in Blau und Gelb im Verhältnis 1:1.“ Die Hauptsatzung gibt keine Beschreibung des Banners. Tatsächlich werden Banner ohne Wappen gezeigt.
Beschreibung der Flagge: „Die Flagge zeigt die Farben Blau und Gelb im Verhältnis 1 : 1 quergestreift, in der Mitte der Wappenschild der Stadt.“ Die Hauptsatzung gibt folgende völlig unzureichende Flaggenbeschreibung:„Die Stadtfarben sind blau-gold geteilt.“ Die Flagge wird auch ohne Wappen gezeigt.

#### Logo
Im Dezember 2011 rief die Stadt Alsdorf einen Ideenwettbewerb ins Leben um ein Logo für Alsdorf zu finden. Ein Jahr später wurde das neue Stadtlogo präsentiert. Von den 178 eingereichten Vorschlägen konnte der Dortmunder Grafik-Designer Olaf Warburg die Jury überzeugen. Das Logo zeigt den Schriftzug Alsdorf. Voller Energie. Die Form des A ist dabei an das Fördergerüst im Annapark angelegt dessen Rad allerdings vom Turm gelöst links oben im Logo erscheint. Gleichzeitig stellt das Rad eine Sonne mit 17 Strahlen, für die 17 Stadtteile Alsdorfs, dar.

### Umweltpolitik und Nachhaltigkeit
Im Jahr 2022 trat die Stadt Alsdorf der Kampagne Fairtrade-Towns des gemeinnützigen Vereins Fairtrade Deutschland e. V. bei. 2024 wurde der Titel um zwei weitere Jahre verlängert.

## Kultur

### Karneval

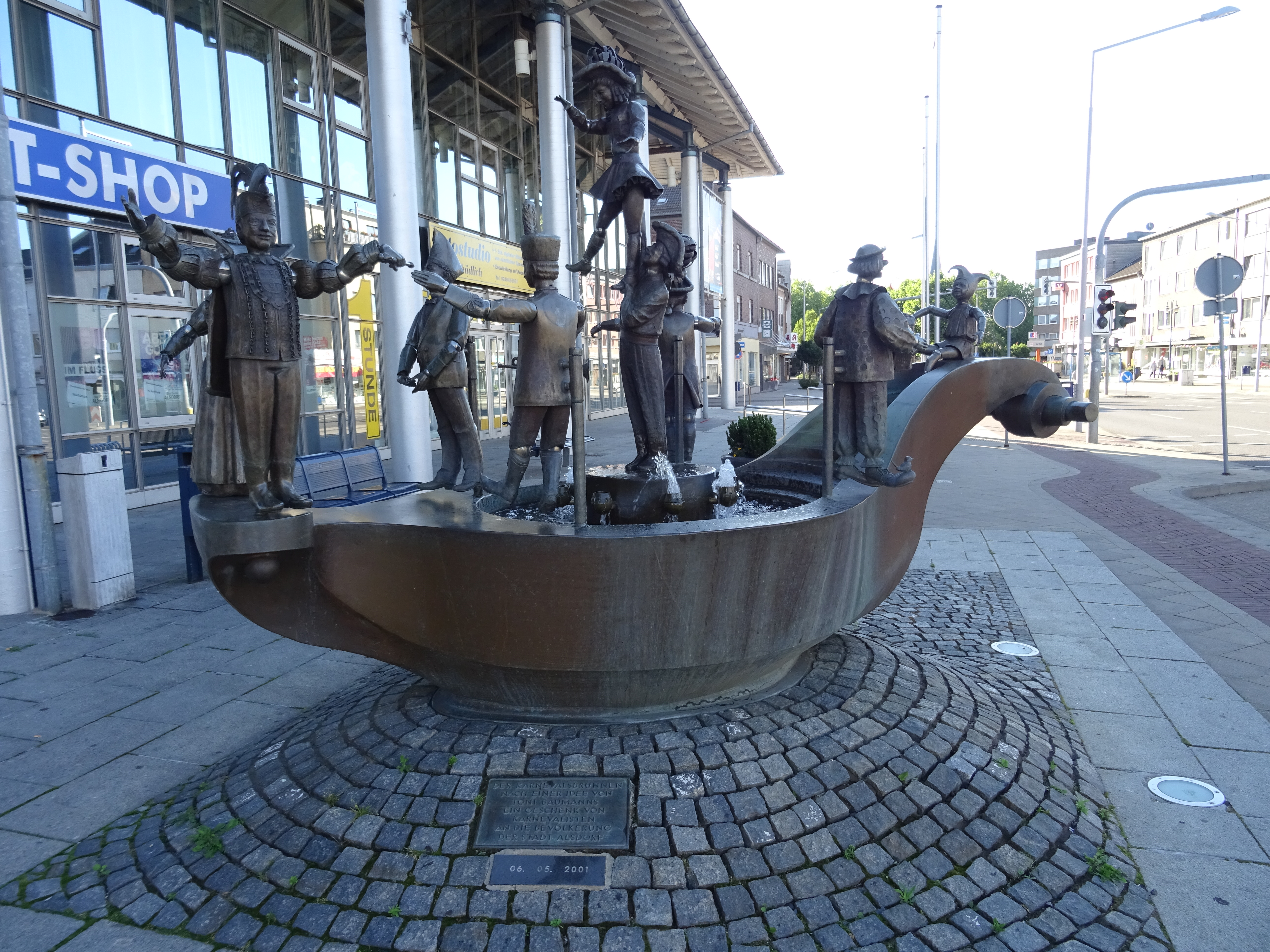
Karnevalsbrunnen

Der Karneval spielt eine große Rolle im aktiven Vereinsleben der Stadt. Eine Besonderheit in Alsdorf ist,  dass es zwei übergeordnete Organisationseinheiten für die  Ortsteile gibt. Zum einen das Festkomitee Alsdorfer Karneval und zum anderen den Karnevalsausschuß Hoengen e. V. Diese Konstellation, basierend auf dem Aachen-Gesetz (1971), hat zur Folge,  dass es in Alsdorf am Rosenmontag zwei Umzüge in den jeweiligen Ortsteilen gibt. Die Wichtigkeit des Karnevals wird in der Innenstadt auch durch den Karnevalsbrunnen des Bildhauers Bonifatius Stirnberg an der Stadthalle Alsdorf gezeigt.

## Sehenswürdigkeiten
Siehe auch
- Liste der Baudenkmäler in Alsdorf
- Liste der Bodendenkmäler in Alsdorf
- Liste der Naturdenkmale in Alsdorf
- Liste der Stolpersteine in Alsdorf
- Jüdischer Friedhof (Alsdorf)
- Jüdischer Friedhof (Begau)
- Jüdischer Friedhof (Bettendorf)

### Innenstadt
- Burg Alsdorf
- Annapark mit

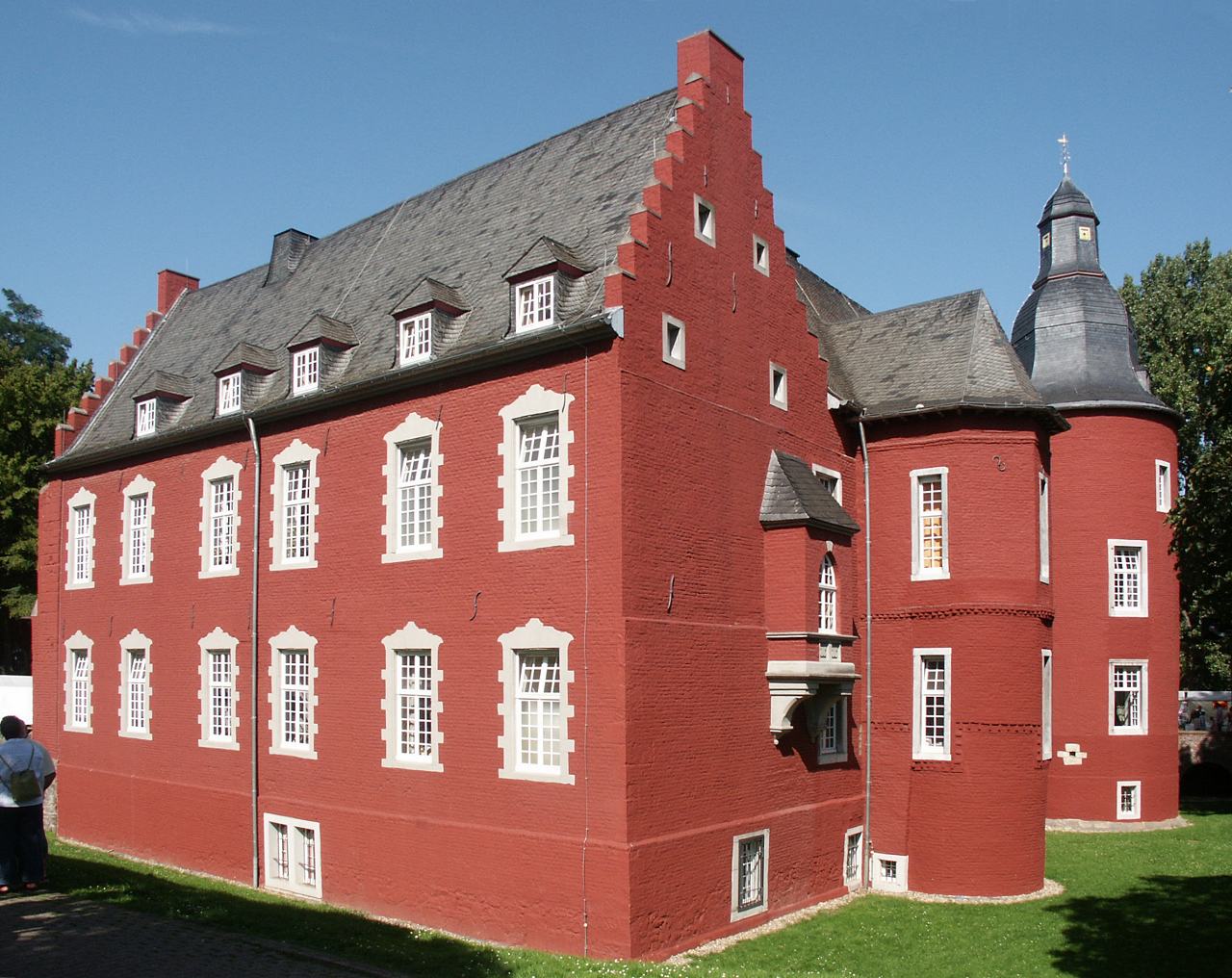
Burg Alsdorf

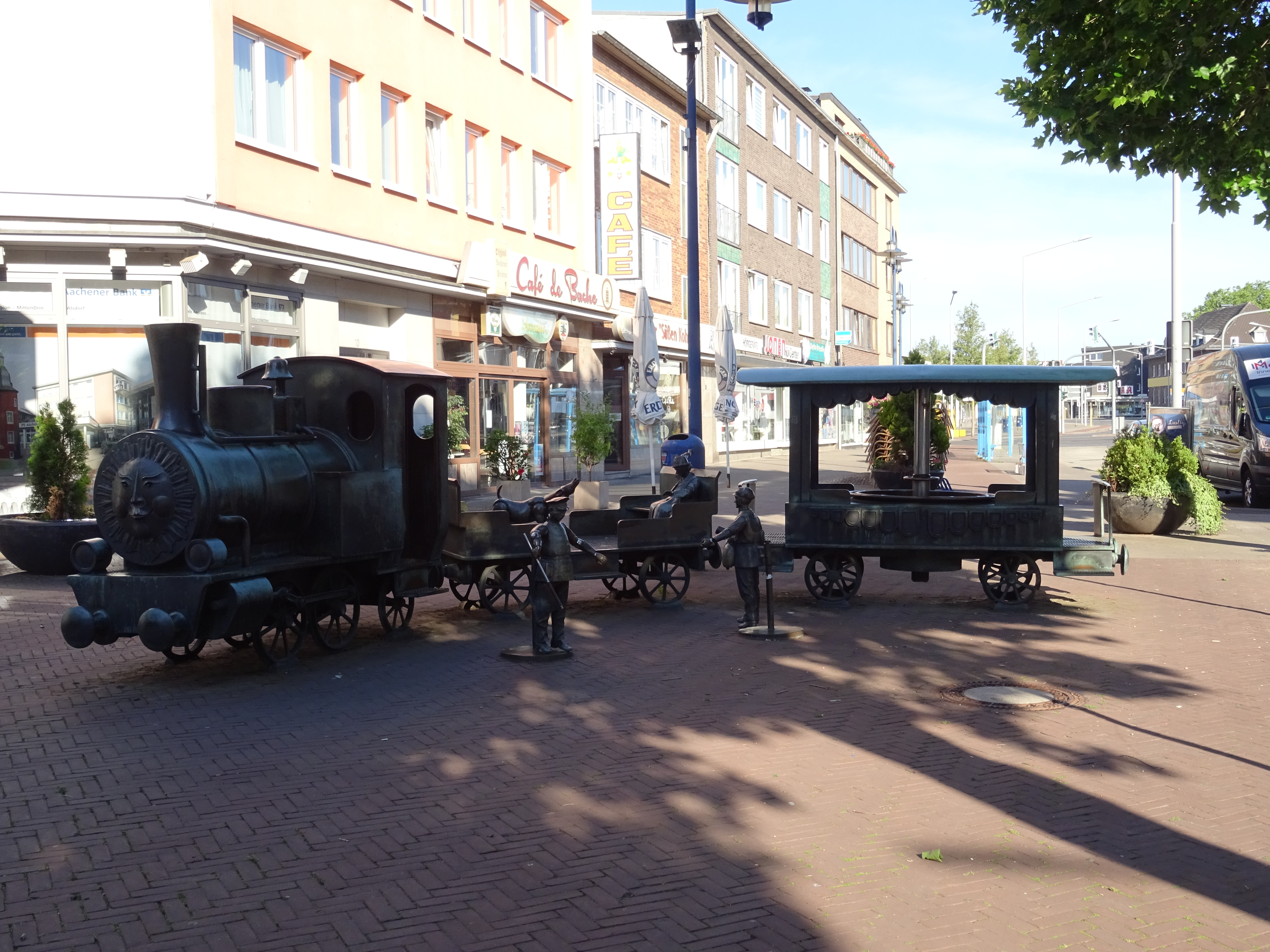
Heggeströver

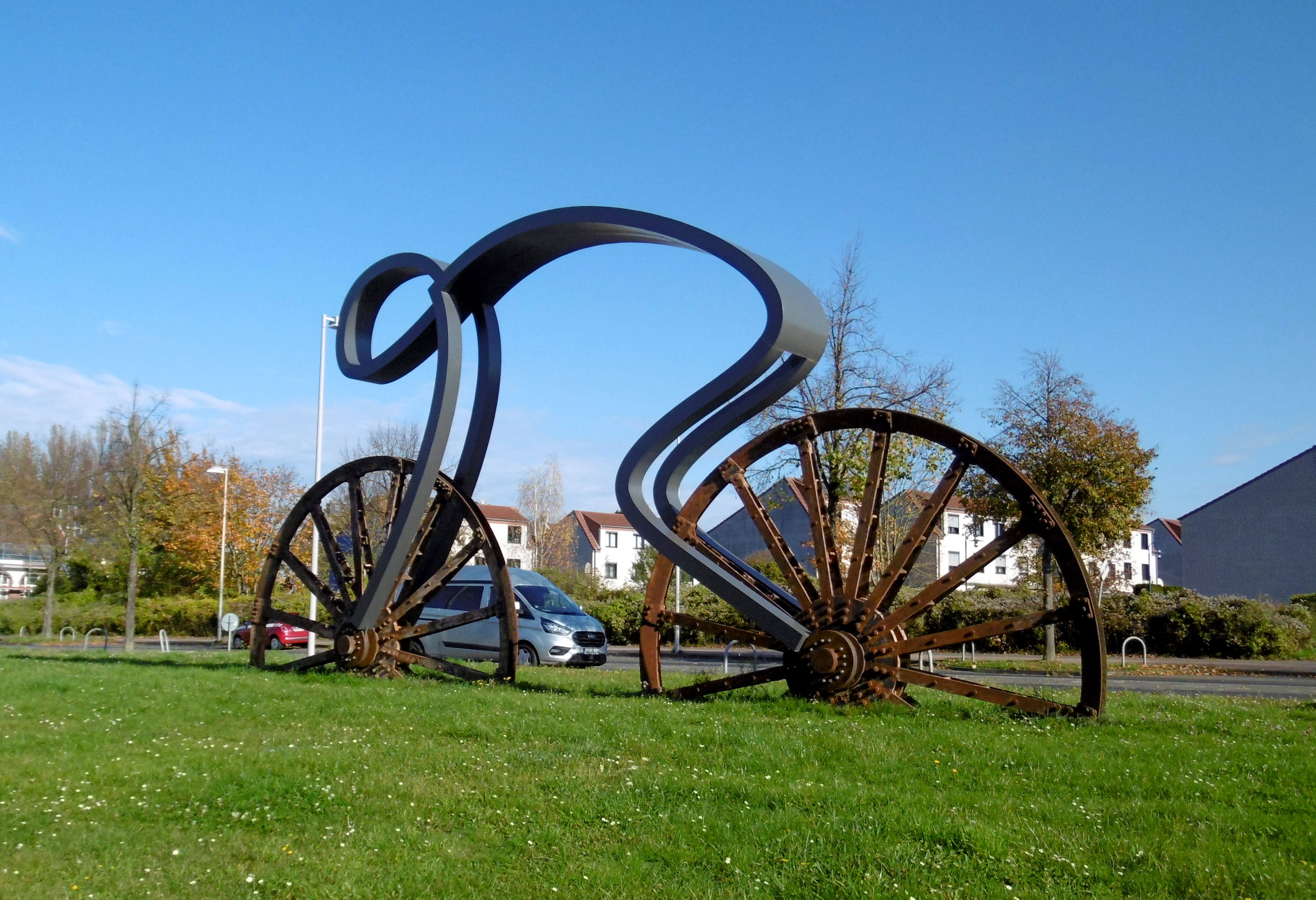
Seilscheibenfahrrad

  - Fördermaschinenhaus Hauptschacht (Grube Anna I)
  - Förderturm des ehemaligen Hauptschachtes der Grube Anna I
  - Unterstation (Grube Anna I)
  - Turbinenzentrale (Grube Anna I)
  - Wasserturm der ehemaligen Grube Anna II
  - Kraftzentrale (oder Langhaus), der ehemaligen Gasturbinenhalle und späteren Elektro-Hauptwerkstatt
  - Gebäude auf dem Gelände des Energeticon – Museum und außerschulischer Lernort zu vielen Energiethemen (dazu viele Objekte zum Steinkohlenbergbau von der Untertagestrecke bis zur Grubenbahn)
    - Waschkaue (Grube Anna II)
    - Fördermaschinenhaus Eduardschacht (Grube Anna II)
    - Schmiede (Grube Anna II)

  - Seilscheibenfahrrad auf dem Vorplatz des Energeticon
- Kirche St. Castor (Alsdorf)
- Kriegergedächtniskapelle an der von Lambert Piedboeuf angefertigten Mariensäule
- Heggeströver Skulptur des Bildhauers Bonifatius Stirnberg
- Stadthalle Alsdorf (ehemals Euro-Musical-Hall, in der die Musicals Gaudí und Just one World liefen)
- Karnevalsbrunnen des Bildhauers Bonifatius Stirnberg an der Stadthalle Alsdorf
- Wasserturm am CineTower Alsdorf

### Blumenrath
- Gut Blumenrath
- Hubertuskreuz
- Siedlung Blumenrath (Werkssiedlung)

### Duffesheide
- Schloss Ottenfeld im Naherholungsgebiet Broichtal

### Kellersberg
- Kellersberger Mühle
- Wappenstein mit der Jahreszahl 1724 in der Tormauer des Kellersberger Hofs (stammt von dem abgebrannten Schloss Kellersberg)

### Mariadorf
- ehemaliger Bahnhof Mariagrube
- Kirche St. Mariae Empfängnis
- Kreuzschule Querstraße
- Glück-Auf-Park mit Bergmannsdenkmal
- Ehrenmal
- Krähendenkmal Marienstraße
- Seilscheibe Eschweilerstraße
- Bärbelchen am Dreieck
- Altes Rathaus

### Schaufenberg

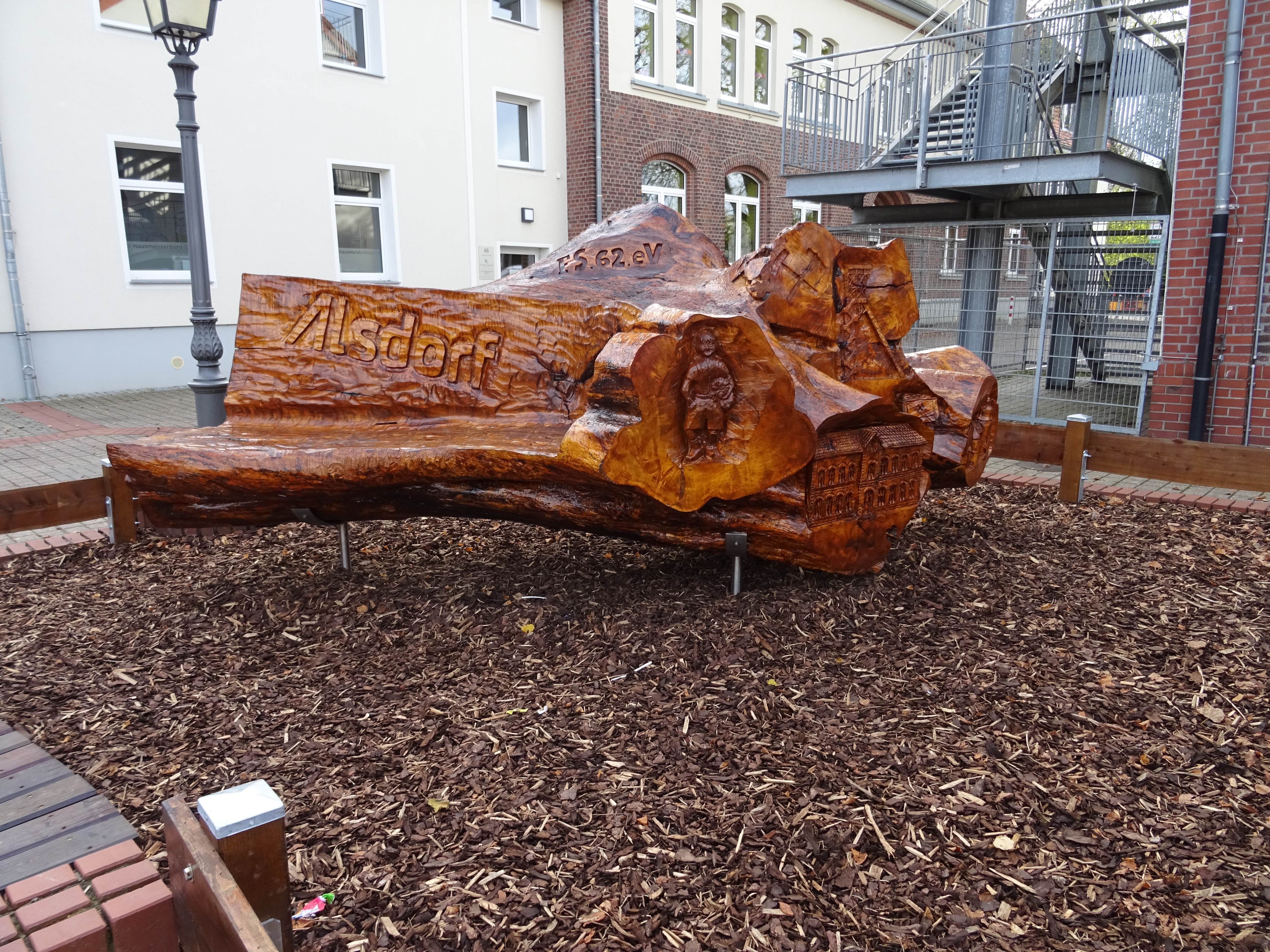
Holzbank aus dem Stamm der alten Rosskastanie (früheres Naturdenkmal).

- Holzbank des Kettensägenkünstler Oliver Schulz (Stamm der 120 Jahre alten Rosskastanie, die bis 2019 an gleicher Stelle stand)

### Ofden
- Tierpark Alsdorfer Weiher

## Sport
In den 90ern gab es in Alsdorf 15 Fußballvereine mit 16 Sportplätzen auf 14 Sportanlagen, was quasi einen Fußballverein pro Stadtteil entsprach. Über die Jahre wurden einige Vereine aufgelöst oder fusionierten was zu der aktuellen Anzahl von 10 Vereinen auf acht Sportplätzen an sieben Standorten führte.

### Sportstätten
In Alsdorf befinden sich acht Sportplätze an sieben Standorten. Vier dieser Sportplätze verfügen zudem über eine Laufbahn und weitere Leichtathletikanlagen.
An vier Außenanlagen gibt es insgesamt 17 Tennisplätze, welche durch die ansässigen Tennisvereine genutzt werden. Außerdem gibt es im Sport Forum Alsdorf sieben Hallen-Tennisplätze, zwei Badmintonplätze und zwei Padel-Tennisplätze.

Seit Juli 2024 ist das neue Hallenbad der Stadt Alsdorf, Annabad in Betrieb und ersetzt das alte Luisenbad Alsdorf, Hallenbad mit Sauna, aus dem Jahr 1959 bzw. 1961 welches von 1996 bis 1998 saniert wurde.

Des Weiteren gibt es 17 Sporthallen für den Schul-, Vereins- und Freizeitsport in Alsdorf.

### Vereine
In Alsdorf gibt es ca. 50 Sportvereine in den verschiedensten Sportarten. Unter anderem Badminton, Billard, Bogenschießen, Boule, Boxen, Fußball, Handball, Judo, Ka-Si-Do, Kegeln,
Laufen, Walking, Nordic-Walking, Leichtathletik, Motorsport, Reiten, Schwimmen, Segeln, Squash, Taekwondo, Tanzen, Tennis, Tischtennis, Turnen, Volleyball.
Der organisatorische Zusammenschluss aller sporttreibenden Vereine der Stadt Alsdorf und die Wahrnehmung gemeinsamer Interessen wird vom gemeinnützigen Verein Stadtsportverband Alsdorf 1948 e. V. übernommen. Dieser bietet zudem allen Bürgern die Möglichkeit das Deutsche Sportabzeichen abzulegen.
Überregional bekannte Vereine sind im Fußball Alemannia Mariadorf und der frühere Verein Viktoria Alsdorf. Im Billard konnte sich der BC Alsdorf einen Namen machen und im Tischtennis war die TTG Hoengen lange Zeit erfolgreich.

### Veranstaltungen
Zu den größten Sportveranstaltungen in Alsdorf gehört der Internationale Broichbachtal-Lauf, welcher seit 1987 jährlich an Ostermontag stattfindet.
Organisiert wird diese Veranstaltung vom Lauftreff Alsdorf-Ost, welcher 1980 als Freizeitabteilung innerhalb der Siedlergemeinschaft Alsdorf-Ost gegründet wurde.
Diese Laufveranstaltung hat jährlich um die 300 Teilnehmer und ist Teil der Rur-Eifel-Volkslauf Cup Laufserie.
Seit 2015 findet jährlich im Frühjahr der Dachser Duathlon in Alsdorf statt. Dieser wird vom Marathon-Club Eschweiler veranstaltet.

Im Jahr 2016 wurde im Rahmen dessen auch die deutsche Meisterschaft auf der Kurzdistanz ausgetragen.
Nachdem 2017 abermals die deutsche Meisterschaft auf der Kurzdistanz stattgefunden hatte, wurde 2018 die deutsche Meisterschaft auf der Mitteldistanz durchgeführt.
Zudem ist der Wettbewerb seit 2018 Teil der Powerman World Series.
Der für den 19. April 2020 geplante Dachser Duathlon, der neben den deutschen Meisterschaften auch erstmals die Europameisterschaften auf der Mitteldistanz beinhalten sollte, wurde am 14. März 2020 wegen der COVID-19-Pandemie abgesagt.

Am 12. Oktober 2020 wurde bekannt gegeben, dass am 15. August 2021 sowohl die Deutschen Meisterschaften als auch die Europameisterschaften auf der Mitteldistanz in Alsdorf stattfinden sollen.
Auch diese Austragung wurde am 10. Juni 2021 abgesagt und auf den 10. April 2022 verlegt. Am 30. April 2023 sollte der Powerman Alsdorf zum letzten Mal stattfinden, da es für die Veranstalter immer schwerer wurde, den Wettbewerb auszutragen. Motiviert durch die Triathlon-Held*innen-Auszeichnung im April 2023 und zahlreiche ermutigende Nachrichten wurden dann doch wieder Gespräche mit potenziellen Sponsoren gesucht. So das am 24. August bekannt gegeben wurde das die Erfolgsgeschichte des POWERMAN Alsdorf auch 2024 weiter geht.
Im Oktober 2023 wurde zudem bestätigt, dass nach 2022 auch 2024 wieder Duathlon-Europameisterschaften sowie Deutsche Meisterschaften auf der Mitteldistanz in Alsdorf durchgeführt werden.
Am 11. September 2024 wurde bekannt gegeben, dass am 27. April 2025 die Weltmeisterschaften über die Mitteldistanz (10 km Laufen, 60 km Radfahren, 10 km Laufen) im Duathlon in Alsdorf stattfinden werden.
Trotz der sehr erfolgreichen Veranstaltung ist die Zukunft des Wettbewerbs weiterhin ungewiss.

## Wirtschaft und Infrastruktur
Lange Zeit war Steinkohlenbergbau der Kern der Alsdorfer Wirtschaft. Der EBV verhinderte lange Zeit die Ansiedlung von Industriebetrieben in Alsdorf und in der Umgebung, bis die letzte Zeche in den 1990er Jahren geschlossen wurde. Daneben entstanden Firmen, die entweder die Nähe zur RWTH Aachen nutzten, oder den günstigen Standort nahe den Grenzen zu Belgien und den Niederlanden als Vorteil sahen.
Größter Arbeitgeber am Ort war 41 Jahre lang die Cinram GmbH mit etwa 1200 Mitarbeitern im Ortsteil Schaufenberg. Im Spritzgussverfahren wurde hier täglich bis zu 2 Millionen DVDs, Blu-rays und CDs hergestellt, verpackt und an namhafte Kunden hauptsächlich in Europa ausgeliefert. Das 1975 von Warner Music gegründete Presswerk wurde im Jahre 2003 von der kanadischen Aktiengesellschaft Cinram International übernommen. Es belieferte unter anderem namhafte Plattenfirmen und Medienkonzerne wie Warner Music, 20th Century Fox und Universal Pictures. 2017 stellte Cinram Alsdorf die Produktion komplett ein.
Anfang Juni 2022 wurde bekannt, dass im ersten Quartal 2023 Continental in Alsdorf Kraftstoffbehälter produzieren wird. Ein neues Werk wird durch die Continental Fuel Storage Systems GmbH errichtet.

### Verkehr

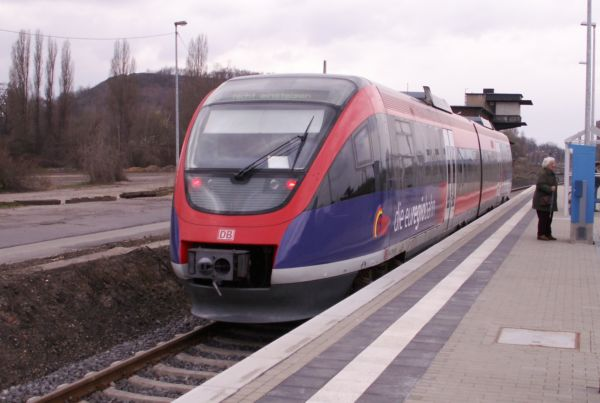
euregiobahn an der Bahnstation in Alsdorf-Annapark

Es besteht eine direkte Anbindung an die Bundesautobahnen 44 (AS „Alsdorf“) und A 4/E 40 (AS „Eschweiler-West“).
Alsdorf gehört zum Stammgebiet „Herzogenrath/Alsdorf/Würselen“ im Aachener Verkehrsverbund und ist per Bus mit allen Nachbarorten verbunden. Haupthaltestellen sind Alsdorf-Annapark und Mariadorf Dreieck. Seit dem 25. März 2024 ist Alsdorf auch an das Nachtbusnetz der ASEAG angeschlossen.
| Linie | Betreiber | Verlauf |
| ----- | --------- | --- |
| 11    | ASEAG     | Walheim Hasbach – Walheim – Nütheim – Schleckheim – Oberforstbach / Oberforstbach Gewerbegebiet – Lichtenbusch – Waldfriedhof – Burtscheid – Marienhospital – Aachen Hbf – Misereor – Elisenbrunnen – Aachen Bushof – Ludwig Forum – Talbot – Haaren – Würselen Kaninsberg – Weiden – Vorweiden – Linden-Neusen – (Broich –) Broicher Siedlung – Blumenrath – Montanstraße – Mariadorf – Hoengen |
| 28    | ASEAG     | Alsdorf-Annapark – Schaufenberg – Siedlung Ost – Mariadorf – Hoengen – Warden – Kambach – Kinzweiler – Hehlrath – Röhe – Eschweiler Bushof – Rathaus – Herz-Jesu-Kirche – Weisweiler – Hücheln (– Langerwehe Bf – Langerwehe Schulzentrum) |
| 29    | ASEAG     | (Alsdorf KuBiZ –) Alsdorf-Annapark – Schaufenberg – Siedlung Ost – Blumenrath / Hoengen – Mariadorf |
| 51    | ASEAG     | Waldfriedhof – Burtscheid – Aachen Hbf – Elisenbrunnen – Aachen Bushof – STAWAG – Carolus Thermen – Alter Tivoli – Scherberg – Würselen – Schleibacher Hof – Alsdorf-Annapark – Neuweiler – Oidtweiler – (Carl-Alexander-Park → Baesweiler Reyplatz →/ Setterich) |
| 69    | ASEAG     | Alsdorf-Annapark – (Busch –) Zopp – Noppenberg – Nordstern – Bierstraß – Herzogenrath Bf |
| 89    | ASEAG     | Alsdorf-Annapark – Zopp – Noppenberg – Nordstern – Merkstein – Herzogenrath Bf (– Herzogenrath Schulzentrum) |
| 90    | ASEAG     | Alsdorf-Annapark – Schaufenberg – Bettendorf – Siersdorf – Dürboslar – Aldenhoven |
| X51   | ASEAG     | Expressbus: Elisenbrunnen – Aachen Bushof – STAWAG – Alter Tivoli – Scherberg – Würselen – Alsdorf-Annapark – Neuweiler – Oidtweiler – (Carl-Alexander-Park – Baesweiler Reyplatz) / (← Setterich) |
| 220   | Rurtalbus | Aachen Bushof – Ludwig Forum – Talbot – Mariadorf – Hoengen – (Bettendorf – Siersdorf –) Schleiden – Aldenhoven – Neubourheim – Jülich Walramplatz – Neues Rathaus – Bahnhof/ZOB – (Krankenhaus – Solar Campus –) (Forschungszentrum Bf RTB ←) Forschungszentrum Jülich |
| 433   | west      | Palenberg Bf – Palenberg – Übach – Boscheln – Alsdorf-Annapark |
| AL1   | ASEAG     | Alsdorf-Annapark – Kellersberg – Ofden – Euchen – Broich – Neusen |
| AL2   | ASEAG     | Alsdorf-Annapark – Busch Bf |
| AL3   | ASEAG     | (Alsdorf KuBiz –) Alsdorf-Annapark – Ofden – Kellersberg – Siedlung Ost – Alsdorf-Annapark |
| AL4   | ASEAG     | Mariadorf – Blumenrath – Hoengen – Mariadorf |
| AL5   | ASEAG     | Duffesheide (→ Reifeld) – Ofden – (Kellersberg –) Alsdorf-Annapark |
| AL6   | ASEAG     | Mariadorf – Begau – Warden – Mariadorf |
| N9    | ASEAG     | Nachtexpress: nur in den Nächten vor Samstagen sowie Sonn- und Feiertagen Elisenbrunnen – Aachen Bushof (→ Liebigstr. → Haaren) / (←Alter Tivoli ← Scherberg ← Würselen ← Alsdorf) – Weiden – Vorweiden – Linden-Neusen – Broicher Siedlung – Alsdorf-Mariadorf – Siedlung Ost – Alsdorf Annapark                                                                                                |

Seit dem 11. Dezember 2005 ist Alsdorf wieder über die Eisenbahn zu erreichen: Über die Euregiobahn-Haltepunkte Alsdorf-Annapark und Alsdorf-Busch, sowie seit Dezember 2011 auch Alsdorf-Poststraße, Alsdorf-Mariadorf und Alsdorf-Kellersberg, ist Alsdorf über die Bahnstrecke Stolberg–Herzogenrath mit Merkstein, Herzogenrath und Aachen verbunden. Die nächsten DB-Bahnhöfe sind Eschweiler Hbf an der Bahnstrecke Köln–Aachen und Herzogenrath an der Bahnstrecke Aachen–Mönchengladbach.
| Linie | Verlauf | Takt                                                                         |
| ----- | --- | ---------------------------------------------------------------------------- |
| RB 20 | Euregiobahn: Stolberg (Rheinl) Hbf – Eschweiler-St. Jöris – Alsdorf-Poststraße – Alsdorf-Mariadorf – Alsdorf-Kellersberg – Alsdorf-Annapark – Alsdorf-Busch – Herzogenrath August-Schmidt-Platz – Herzogenrath-Alt-Merkstein – Herzogenrath – Kohlscheid – Aachen West – Aachen Schanz – Aachen Hbf – Aachen-Rothe Erde – Eilendorf – Stolberg (Rheinl) Hbf hier Flügelung; Zugteil 1: – Eschweiler-West – Eschweiler Talbahnhof/Raiffeisenplatz – Eschweiler-Nothberg – Eschweiler-Weisweiler – Langerwehe – Düren; Zugteil 2: – Stolberg (Rheinl) Hbf (Gleis 27) – Stolberg-Schneidmühle – Stolberg Mühlener Bahnhof – Stolberg-Rathaus – Stolberg-Altstadt (aufgrund von Hochwasserschäden fahren die Züge nur bis Stolberg Rathaus. Schienenersatzverkehr findet weiterhin zwischen Stolberg Hbf und Eschweiler Talbahnhof statt) Stand: 30. April 2023 | 60 min (Stolberg Hbf–St. Jöris–AL-Annapark) 30 min 60 min (Langerwehe–Düren) |

Neben der engen Einbindung in das regionale Radwegenetz in NRW führt die Wasserburgen-Route durch die Stadt. Sie verbindet über 524 km mehr als 130 Burgen am Rand der Eifel und in der Kölner Bucht.

### Bildung
In Alsdorf gibt es 19 Kindergärten bzw. Kindertageseinrichtungen / Familienzentren, bei über der Hälfte ist die Kirche der Träger.
Das Schulangebot in Alsdorf umfasst in der Primarstufe sechs Gemeinschaftsgrundschulen und zwei katholische Grundschulen. An sieben dieser Schulen wird ein Betreuungsangebot der offenen Ganztagsgrundschule angeboten.
Als Weiterführende Schulen sind in Alsdorf ein Gymnasium, zwei Realschulen, eine Gesamtschule und eine Förderschule vorhanden.
Weitere Bildungseinrichtungen in Alsdorf sind ein Berufskolleg, eine Volkshochschule, der Verein für allgemeine und berufliche Weiterbildung e. V. (VABW) und weitere private Anbieter. Die Volkshochschule, VHS Nordkreis Aachen, wird in Kooperation mit den Städten Baesweiler, Herzogenrath und Würselen betrieben.

### Medizinische Versorgung
Alsdorf verfügt über eine Psychiatrische Tagesklinik. Die nächsten Krankenhäuser sind das Rhein-Maas Klinikum in Würselen und das St.-Antonius-Hospital Eschweiler.

## Persönlichkeiten

### Ehrenbürgermeister
- Nikolaus Cüpper (* 1893; † 1966)
- Anton Schleibach (* 20. September 1903; † 17. Mai 1988)
- Josef Thelen (* 8. August 1927; † 15. Dezember 2001)

### Ehrenbürger
- Hans Ferner (* 23. Dezember 1928 in Malbergweich; † 3. Oktober 1982 in Alsdorf) (SPD-Landtagsabgeordneter)
- Yves Le Foll (* 7. Februar 1912; † 1. September 1998) Bürgermeister der Partnerstadt Saint-Brieuc
- Ludwig Schaffrath (* 13. Juli 1924 in Alsdorf; † 6. Februar 2011 in Würselen) (Bildhauer, Maler und Hochschullehrer)
- Helmut Eckert (* 6. Juli 1915; † 21. September 2002)
- Hans Vorpeil (* 26. Februar 1937 in Alsdorf; † 7. April 2019) (SPD-Landtagsabgeordneter)
- Rudolf Bast (* 16. September 1936; † 28. Juli 2023)[45], (Schulleiter des Alsdorfer Gymnasiums (1990–2001)[46], Ehrenvorsitzender Alsdorfer Geschichtsverein)

### Söhne und Töchter der Stadt
- Matthias Joseph Johnen (* 21. September 1817; † 2. März 1906 in Eschweiler) war Pfarrer in Eschweiler-Röhe, Dechant des Dekanates Eschweiler, Ritter des roter Adlerordens IV. Klasse, des Kronenordens III. Klasse und Ehrendomherr am Kölner Dom.
- Wilhelm Roelen (* 8. Juli 1889 in Mariadorf; † 22. Mai 1958 in Mülheim an der Ruhr auf Schloss Styrum) (Bergbaufachmann und Unternehmer)
- Hans Beckers (* 17. Februar 1892; † 1971 in Düsseldorf) (Matrose und Pazifist)
- Wienand Ungermann (* 27. August 1895; † 24. Juni 1969 in Übach-Palenberg) (Landrat des Landkreises Aachen)
- Peter Heinrich Keulers (* 15. März 1896; † 30. August 1963 in Hiltrup) (Journalist und Schriftsteller)
- Hubert Leclaire (* 30. Mai 1906 in Mariadorf; † unbekannt) Polizist, SS-Sturmscharführer, Mitarbeiter der Politischen Abteilung des KZ Buchenwald
- Hermann Kissener (* 5. Januar 1915; † 1989), Schriftsteller und Verleger, Inhaber und Vizepräsident von Drei Eichen Verlag.
- Herbert Zimmermann (* 29. November 1917; † 16. Dezember 1966 in Hamburg) (Reporter der legendären Radioreportage des Endspiels der Fußball-Weltmeisterschaft 1954 in Bern)
- Hubert Dellwing (* 25. September 1918 in Schaufenberg † 6. Juni 1980 in Alsdorf) (SPD-Landtagsabgeordneter)
- Matthias Juchem (* vor 1974; † vor 2004), Opernsänger
- Hans Berger (* 28. Februar 1938; † 6. Oktober 2022 in Saarbrücken) (Bergmann, Honorarprofessor an der Fachhochschule Georg Agricola, Vorsitzender der IG Bergbau und Energie 1991–1997, SPD-Bundestagsabgeordneter 1990–1998, Präsident Internationaler Berg- und Chemiearbeiteverband 1995–1999)
- Helmut Brandt (* 24. Oktober 1950 in Bardenberg) (Bürgermeister der Stadt Alsdorf 1994–1999, CDU-Bundestagsabgeordneter 2005–2017)
- Gerd Breuer (* 13. Januar 1959) (Jazzmusiker und Musikproduzent)
- Hans-Peter Lehnhoff (* 12. Juli 1963) (ehem. Fußballprofi, unter anderem 1. FC Köln, Bayer 04 Leverkusen)
- Jürgen Beckers (* 29. Oktober 1964) (Kabarettist und Lehrer)
- Ralf Souquet (* 29. November 1968 in Hoengen) (Billard-Weltmeister & Goldmedaillengewinner World Games)

### Mit Alsdorf verbundene Persönlichkeiten
- Gustav Dannich (* 11. August 1881 in Nieder Hermsdorf; † 1. Mai 1923 in Berlin) Gewerkschaftsfunktionär und Mitglied des Rheinischen Provinziallandtages für die SPD
- Kurt Koblitz (* 27. September 1916 in Waldenberg; † 13. Oktober 1979 in Alsdorf) (SPD-Bundestagsabgeordneter)
- Torsten Frings (* 22. November 1976 in Würselen) (Fußball-Nationalspieler) (wuchs in Alsdorf auf und spielte für Rot-Weiß Alsdorf und Rhenania Alsdorf)
- Kai Havertz (* 11. Juni 1999 in Aachen) (Fußball-Nationalspieler) (wuchs in Alsdorf auf und spielte für Alemannia Mariadorf)